# Epipocus punctatus
Epipocus punctatus es una especie de coleóptero de la familia Endomychidae.

## Distribución geográfica
Habita en América.